# Michael Bach (Jurist)
Michael Bach (* 11. Juni 1784 in Grafenberg, Niederösterreich; † 20. Dezember 1843 in Wien) war ein österreichischer Jurist.

## Leben
Nach seinem Studium an der Universität Wien war Bach Oberamtmann der Herrschaft Loosdorf bei Fürst Johann I. Josef von Liechtenstein. 1831 erhielt er in Wien, wo er fortan lebte, die Advokatur und brachte es dort zu hohem Ansehen. Gemeinsam mit seinem Bruder Johann Baptist Bach war er 1841 Mitbegründer des Juridisch-Politischen Lesevereins in Wien.
Michael Bach war Vater von vier Söhnen: August, Politiker Alexander, Politiker Eduard sowie des Komponisten und Dirigenten Otto Bach.